# Малый кларнет

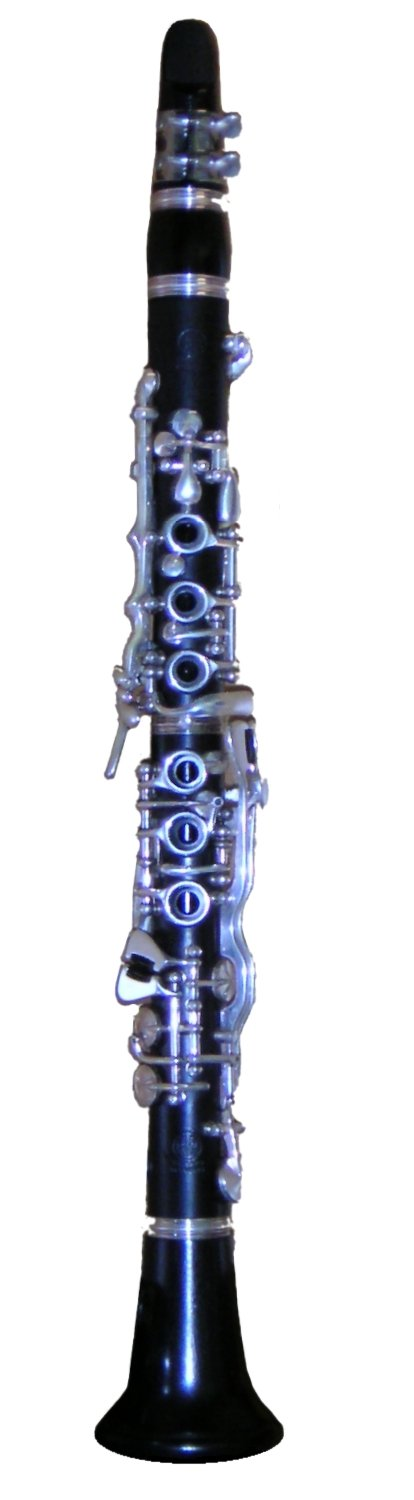
Малый кларнет in Es (немецкой системы)

Малый кларнет или кларнет-пикколо (итал. clarinetto piccolo, фр. petite clarinette, нем. kleine Klarinette) — деревянный духовой музыкальный инструмент, разновидность кларнета. Инструмент имеет такое же устройство, что и обычный кларнет, но меньшие размеры, отчего звучит выше. Тембр малого кларнета резковатый, несколько крикливый (особенно в верхнем регистре). Как и большинство других инструментов семейства кларнетов, малый кларнет является транспонирующим и применяется в основном в строе ми-бемоль (in Es), то есть звучит на малую терцию выше, чем написаны его ноты. Существует также малый кларнет in D, звучащий на большую секунду выше написанных нот, однако эта разновидность используется крайне редко. Редкий малый кларнет in As используется в итальянских военных оркестрах и австрийских группах танцевальной музыки.
Применяется малый кларнет в симфоническом и духовом оркестрах, ансамблях кларнетов, крайне редко — в качестве солиста, а также как учебный инструмент.
Малый кларнет был изобретён в начале XIX века и впервые введён в состав оркестра Берлиозом в финале Фантастической симфонии в 1830 году. В дальнейшем этот инструмент неоднократно появлялся в оркестровых сочинениях разных авторов, однако постоянным членом оркестра так и не стал.
Основная функция малого кларнета в симфоническом оркестре — поддержка верхних голосов в общем оркестровом звучании. Изредка ему поручаются небольшие сольные эпизоды, как правило, комического или гротескного характера. Например, в финале Фантастической симфонии Берлиоза этот инструмент исполняет намеренно искажённую, «глумливо изуродованную» композитором светлую «тему возлюбленной» из предыдущих частей.

## Некоторые произведения, в которых используется малый кларнет

### Оркестровые сочинения
- Берлиоз — Фантастическая симфония (V часть «Сон в ночь шабаша»; малый кларнет in Es)
- Равель — Болеро (соло малого кларнета in Es); балет «Дафнис и Хлоя» (малый кларнет in Es, на сцене), Фортепианные концерты №№ 1, 2 (малый кларнет in Es)
- Рихард Штраус — симфоническая поэма «Проделки Тиля Уленшпигеля» (малый кларнет in D), симфоническая поэма «Так говорил Заратустра» (малый кларнет in Es), «Альпийская симфония» (малый кларнет in Es)
- Малер — Симфонии №№ 1-10
- Стравинский — балеты «Жар-птица» (малый кларнет in Es), «Весна священная» (малые кларнеты in D и in Es)
- Прокофьев — балет «Ромео и Джульетта», Симфонии №№ 4 (вторая редакция), 5, 6 (всюду малый кларнет in Es)
- Шостакович — балет «Золотой век», опера «Леди Макбет Мценского уезда», Симфонии №№ 4-8, 10
- Андрей Эшпай — Симфонический танец № 3 из «Симфонических танцев» на марийские мотивы (соло малого кларнета)

### Сольные и камерные сочинения
- Мольтер — шесть концертов для кларнета in D с оркестром;
- Каваллини — Вариации на тему «Венецианского карнавала» для малого кларнета in Es и фортепиано;
- Рабо — Конкурсное соло для кларнета in Es и фортепиано;
- Веберн — Три песни для голоса, малого кларнета in Es и гитары